# Georg Koßmala
Georg Koßmala (22 de octubre de 1896 - 18 de marzo de 1945) fue un general de la Wehrmacht de la Alemania Nazi durante la II Guerra Mundial. Fue condecorado con la Cruz de Caballero de la Cruz de Hierro con Hojas de Roble. Koßmala murió en batalla el 18 de marzo de 1945 en Oberglogau en la Alta Silesia.

## Condecoraciones
- Broche de la Cruz de Hierro (1939) 2ª Clase (6 de octubre de 1939) & 1ª Clase (22 de agosto de 1941)[1]
- Cruz de Caballero de la Cruz de Hierro con Hojas de Roble
  - Cruz de Caballero el 13 de marzo de 1942 como Oberst y comandante del Sicherungs-Regiment 3[2]
  - Hojas de Roble el 26 de marzo de 1944 como Oberst y comandante del Grenadier-Regiment 6[3]